# Виселица (почта)
«Ви́селица» (англ. gallows, нем. Galgen, фр. gibet) — в истории почты пометка, означавшая «весьма спешно», которая ставилась на доставляемых курьером письмах домарочного периода развития почты, а именно на английских и других так называемых «висельных» письмах (англ. gallows letter, нем. Galgenbrief, фр. lettre de gibet).

## История и значение
В начале XIV века английские аристократы приписывали на отправляемых письмах фразу «Спеши, гонец, спеши!» и иногда для усиления подобного указания рисовали рядом виселицу.
Пометка с изображением виселицы была призвана напоминать письмоносцу, что ему грозит смерть в случае промедления и недоставки письма в кратчайший срок.
Согласно «Словарю английской рукописной терминологии (1450—2000)», во времена правления Елизаветы I (1558—1603) «висельные» письма представляли собой официальные отправления, например, от имени Тайного совета. На письмах делались наброски от руки одной или нескольких виселиц, иногда с повешенным, и надписи о срочности такого послания: англ. «haste haste» («спеши, спеши»), «post haste» («почта, спеши»), «haste for life» («спеши ради жизни»), «for life haste» («ради жизни спеши»). Важность такого письма подчёркивалась дополнительными надписями, например, «For Her Majesty’s special affairs» («По особым делам Её Величества»).
В некоторых случаях содержание письма действительно являлось вопросом жизни или смерти, если в нём сообщалось о помиловании приговорённого к смертной казни. Но по крайней мере один раз «висельное» письмо не спасло человека от казни, так как прибыло слишком поздно из-за доставки по ошибке в другой город с тем же названием.
Для того чтобы письмо было направлено в спешном порядке, важное официальное лицо должно было поставить свою подпись на его внешней, адресной, стороне. По ходу следования на письме также делались отметки о времени и месте остановок, которые делал на своём пути курьер.
- «Висельное» письмо (адресная сторона), Германия (1638)
- Общий вид
- Увеличенная деталь: надпись лат. «Cito, cito, cito» («Быстро, быстро, быстро») и знак виселицы

## Фальсификация
Известны случаи поддельного добавления рукописных пометок «виселица» на подлинных старых письмах домарочного периода, чтобы повысить их привлекательность для историков почты и коллекционеров. Обычно такие подделки распознаются по отсутствию на письме пометок почтмейстеров, подтверждающих продвижение курьера с письмом по установленному маршруту.

## В литературе
В романе Альфреда Мейсона «Пламя над Англией» («Fire Over England»), в главе 10, названной «Знак виселицы», описывается получение героем письма от секретаря королевы Елизаветы I сэра Фрэнсиса Уолсингема, которое было помечено «виселицей» для «срочного исполнения дела».